# Bahía Kino
Bahía Kino är en vik i Mexiko vid staden Bahía de Kino.   Den ligger i delstaten Sonora, i den nordvästra delen av landet, 1 700 km nordväst om huvudstaden Mexico City.